# Danny de Munk

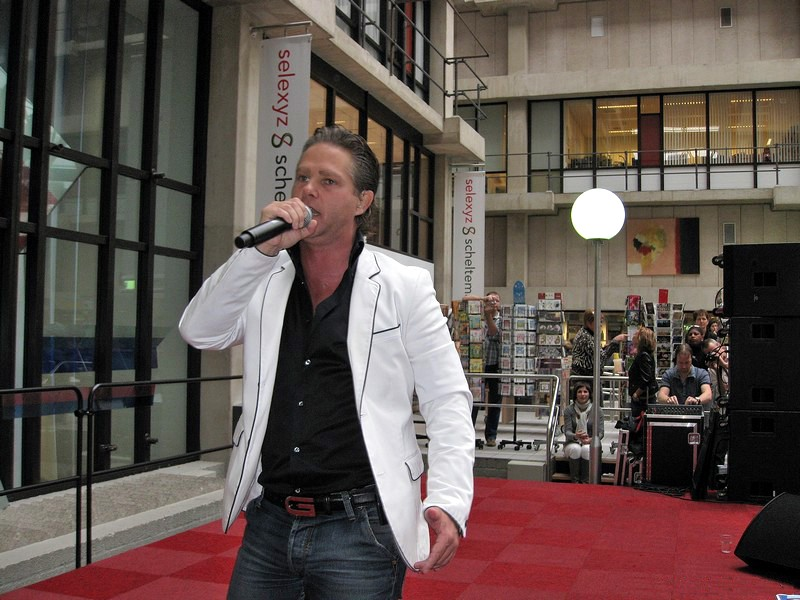
Danny de Munk, 2010

Danny de Munk (* 19. Februar 1970 in Amsterdam) ist ein niederländischer Schauspieler und Sänger.

## Privates
Danny de Munk wurde in Amsterdam geboren. Er wuchs in der Amsterdamer Staatsliedenbuurt (Amsterdam) auf. De Munk besuchte die Grundschule in Amsterdam, die Van Bosseschool.
Die Großeltern des Munk traten jahrelang als Duo de Munk auf. 1955 belegten sie in einem von der Plattenfirma Bovema organisierten Wettbewerb um die besten Stimmen des Jordaan den dritten Platz nach Johnny Jordaan und Tante Leen. Sein Urgroßvater Hendrikus Wildbret war Teil des holländischen Widerstands während des Zweiten Weltkrieges und starb im Konzentrationslager Dachau.

## Karriere
De Munk wurde 1982 im Alter von zwölf Jahren ausgewählt, um die Hauptrolle im Spielfilm Ciske de Rat (1984) zu spielen. Er war bereits mit seinen Eltern nach Purmerend gezogen. Der Film kam am 29. März 1984 in die Kinos. Der Eröffnungssong I feel so damn alone, gesungen von De Munk (geschrieben von Karin Loomans und Herman van Veen) wurde ein Hit Nummer 1 in den Niederlanden. Ende 1984 wurde sie zur meistverkauften Single des Jahres. Obwohl die Arbeitsinspektion die Zahl der Auftritte des noch minderjährigen De Munk stark einschränkte, arbeitete er weiter an seiner Karriere. Er hatte einen Hit mit dem Song My City. Die nächste Single My girl erzielte etwas weniger Punkte. 1985 erschien De Munks erstes Full-Length-Album.
1986 spielte De Munk, zum ersten Mal mit dem Bart im Hals, die Rolle des Barend in Ophope van Segen. Darin sang er auch ein Lied (Ratsmodee), das jedoch kein großer Hit wurde. In den folgenden Jahren machte er weiterhin Platten und erzielte Hits. 1991 sang er den Titelsong der niederländischen Comedy-Serie Freunde fürs Leben. 1991 war auch das Jahr, in dem De Munk die Rolle des Marius im Musical Les Misérables bekam. Es markierte einen wichtigen Wendepunkt in seiner Karriere. De Munk spielte seine Rolle so überzeugend, dass sie der Beginn einer neuen Karriere als Musicaldarsteller wurde. Anschließend spielte er zwölf Hauptrollen in verschiedenen niederländischen Produktionen, darunter in Blood Brothers, Pump Boys and dinettes, Elisabeth, Titanic, Der König der Löwen und Ciske de Rat.
1990 spielte De Munk die Rolle des Oscars in der VARA Fernsehserie Never mind. 1994 spielte er die Rolle des Kees Wittebol in der RTL 4 Fernsehserie Frauenflügel. Ein Jahr später veröffentlichte er mit wenig Erfolg ein englischsprachiges Album.
In der Saison 2004/2005 trat De Munk mit seiner eigenen Musikshow Danny de Munk live! in niederländischen Theatern auf.
2007 feierte er am 25. Juni in einem ausverkauften Ahoi Rotterdam sein 25-jähriges Künstlerjubiläum. Er trat auch im Fernsehen mit einer Reality-Soap unter dem Titel Danny & Jenny de Munk auf, ausgestrahlt vom AVRO auf Nederland 1. Er kehrte auch zu seiner ersten Rolle in der musikalischen Version von Ciske de Rat (Ciske de Rat) zurück. Dieses Musical wurde am 5. Oktober 2007 uraufgeführt und lief bis zum 29. November 2009.
2008 veröffentlichte De Munk zum ersten Mal seit Jahren ein Album mit dem Titel „Heart and Soul“. Auf diesem Album interpretiert De Munk das Dutch Life Song. „Heart and Soul“ debütierte im Oktober auf Platz sechs der Album Top 100. Drei Singles wurden aus dem Album veröffentlicht: „The Living Proof“, „Don't Leave Us Alone“ (ein Duett mit Dave Dekker) und Bloemetje. 2009 nahm De Munk am Programm Die besten Sänger der Niederlande teil.
Am 3. und 4. April 2009 gab De Munk zwei ausverkaufte Konzerte in der Heineken Music Hall, die ganz dem Lied des Lebens gewidmet waren. 2010 veröffentlichte er ein neues Life-Song-Album mit dem Titel „This is my life“. Im Januar wurde die gleichnamige Single veröffentlicht, die auch der Titelsong seiner zweiten Dokusoap Danny & Jenny going to move war, die von der TROS auf Nederland 1 ausgestrahlt wurde. Am 9. und 10. April 2010 gab De Munk wieder zwei ausverkaufte Konzerte in der Heineken Music Hall.
Im Jahr 2012 spielte De Munk die Rolle des 'Jesus' im Osterspektakel Die Passion. In diesem Jahr veröffentlichte er auch die Single We roar for Orange als Teil der European Football Championship. Ebenfalls 2012 feierte er sein 30-jähriges Bestehen (1982–2012) in einer ausverkauften Heineken Music Hall am 17. November in Amsterdam.
Am 30. Mai 2015 veröffentlichte De Munk seine Single „You only live once“. Die Single erreichte eine Nummer 1 Position in den iTunes Top 100. Am 12. Mai 2016 wurde die Single We with his two veröffentlicht, ein Duett mit Django Wagner.
In der Theatersaison 2016/2017 stand De Munk wieder im Musical „Ciske de Rat“ auf der Bühne. Das Musical hat mehr als 247 Aufführungen gespielt. Am 24. Juli 2017 verabschiedete sich De Munk nach 35 Jahren von Ciske de Rat. Nach der letzten Aufführung wurde er vom Produzenten und Stage Entertainment Director Albert Verlinde geehrt.
Im Dezember 2017 war Danny de Munk in der Performance The Christmas Show im Ziggo Dome in Amsterdam zu sehen. Im April 2018 nahm er erneut an den Konzerten von Holland sings Hazes am selben Ort teil. Alle vier waren ausverkauft. Im selben Monat wurde seine Single Toe well, come home, ein Duett mit Silver Metz, veröffentlicht. 2018 war De Munk wieder Gast bei De Toppers in der Johan-Cruyff-Arena.
Anfang 2018 wurde De Munk mit seiner Familie in der RTL 4-Sendung Greetings from 19xx vorgestellt. De Munk versuchte 2018 auch, einen neuen Musikstream namens „Nederdance“ einzuführen. In diesem neuen Stil wird niederländischer Gesang mit Tanzmusik kombiniert. Sein erster Netherdance-Track namens „Toch ff Lekker zo“ kam gut an und erreichte Platz 9 der iTunes Top 100. Bei NPO Radio 2 Ruud de Wild war die Platte „Toch ff Lekker zo“ zwei Wochen lang ein Top-Song.

## Auszeichnung
2008 wurde De Munk im Orden von Oranien-Nassau zum Ritter geschlagen.